# Lepturges scriptus
Lepturges scriptus là một loài bọ cánh cứng trong họ Cerambycidae.